# Sportin' Life (film, 2020)
Pour les articles homonymes, voir Sporting Life.
 (septembre 2020).
Si vous disposez d'ouvrages ou d'articles de référence ou si vous connaissez des sites web de qualité traitant du thème abordé ici, merci de compléter l'article en donnant les références utiles à sa vérifiabilité et en les liant à la section « Notes et références ».
Pour plus de détails, voir Fiche technique et Distribution.
Sportin' Life est un film documentaire italien réalisé par Abel Ferrara, sorti en 2020. Il est présenté hors compétition à la Mostra de Venise 2020.

## Fiche technique
- Titre original : Sportin' Life
- Réalisation : Abel Ferrara
- Montage : Leonardo Daniel Bianchi
- Pays de production : Italie
- Format : Couleurs - 35 mm
- Genre : documentaire
- Durée : 65 minutes
- Date de sortie :
  - Italie : 4 septembre 2020 (Mostra de Venise 2020)

## Distribution
- Willem Dafoe : lui-même
- Abel Ferrara : lui-même
- Paul Hipp : lui-même
- Cristina Chiriac : elle-même
- Anna Ferrara : elle-même
- Joe Delia : lui-même

## Distinction

### Sélection
- Mostra de Venise 2020 : sélection hors compétition